# Sint-Pieterkerk (Sint-Pieters-Kapelle)
De Sint-Pieterkerk is een kerkgebouw in Sint-Pieters-Kapelle in de Belgische provincie Vlaams-Brabant, en is sinds 1949 beschermd als historisch monument.

## Historiek
De kerk is gewijd aan de Heilige Petrus en werd vermoedelijk gesticht in de vroegmiddeleeuwse kersteningsperiode. De oorspronkelijke kapel wordt echter pas voor het eerst officieel vermeld in 1148 en dit in de hoedanigheid van dochterkerk van Herne.

## Bouwgeschiedenis
De Sint-Pieterkerk is een bouwkundig complex met de vermenging van heel wat stijlinvloeden en illustreert op treffende wijze van tien eeuwen kerkelijke plattelandsarchitectuur. De torenromp dateert uit de 13e eeuw en is Romaans. Het koor, de sacristieën, de klokkenkamer en het traptorentje zijn laat-gotisch (15de-16e eeuw). Uit de 18e eeuw stamt het een classicistisch getint schip wat in de 19e eeuw verbreed werd in in neogotische stijl. Het portaal is op zijn beurt een neoromaans en dateert van de vroege 20e eeuw.
De toren staat niet in het verlengde van de rest van de constructie: het gevolg van de vele verbouwingen van de kerk.
Het grondplan omvat:
- een voorstaande westtoren met ronde traptoren
- een driebeukig schip van 4 traveeën
- een eenbeukig koor van 3 traveeën met een driezijdige sluiting
- een sacristie ten zuiden van het koor
- een kapel ten noorden van het koor

De toren vertoont geen uitwendige geledingen wat wijst op een vroeg-Romaanse aanleg. De toren is opgebouwd uit afgeplatte, natuurstenen blokken: gelaagde leisteen, ijzerzandsteen en kalksteen. Het portaal bestaat uit arduin werd in 1930 vernieuwd. De gevelopeningen in de torenwand bestaan uit een aantal schietgaten. Romaanse torens hadden naast hun religieuze functie immers ook een militaire functie: de lokale bevolking trok er zich in tijden van gevaar terug. De klokkenkamer heeft gekoppelde spitsboogvormige galmgaten en arduinen hoekblokken en werd in 1420 gotisch verbouwd. De torenromp werd met een ingesnoerde naaldspits bekroond. De ronde, bakstenen traptoren werd geplaatst in het oksel van de toren en de noordelijke beuk en dateert uit 1535 (af te leiden van de jaartalsteen boven de deur onder de toren).
Het schip is vervaardigd uit baksteen en rust op een lage, arduinen plint en vertoont zowel classicistische en als neogotische stijlkenmerken. De vlakke muren zonder steunberen of ribben en de volumeontwikkeling aan de hand van drie beuken onder een zadeldak en zonder dwarsbeuk is classicistisch van aard. In de 19e eeuw werd het gebouw vergroot en plaatste men in de zijbeukgevels spitsboogvormige ramen met traceringen, een typisch neogotisch stijlkenmerk. Bij het portaal in de noordgevel staat de inscriptie “haec est domus dei et porta coeli – 1745”. Dit betekent: "dit is het huis van de Heer en de poort van de hemel." Net zoals het Nederlandstalig chronogram bij het portaal in de zuidbeuk “hier nU gegeVen Uyt glfte VanDen eerWelrDlghen aeglDUs pltteUrs, Capellae” refereert deze inscriptie aan de 18e-eeuwse bouwfase. Net zoals de spreuk op de deurstijlen: “vreest Godt en 17 - den Coningh 45”.

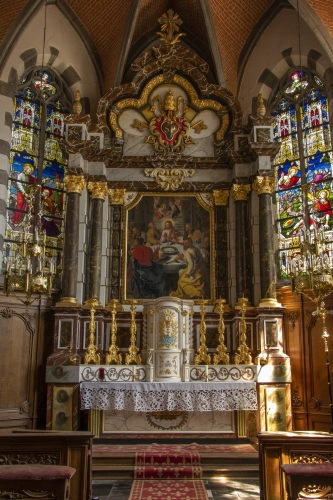
Zicht op het koor met het hoofdaltaar daterend uit de 17e eeuw. In het midden staat het schilderij het Laatste Avondmaal van de kunstschilder Otto van Veen.

De aanleunende sacristie en kapel onttrekken het is het laatgotisch koor gedeeltelijk aan het gezichtsveld. De muren zijn uitgevoerd in baksteen en rusten op een natuurstenen sokkel. Deze laatste werd waarschijnlijk vervaardigd uit hergebruikt materiaal van de oudere Romaanse kerk. De smalle traveeën in het koor zijn gemarkeerd door versneden hoeksteunberen met hoekblokken uit arduin. In de zuidelijke koorgevel is het bouwjaar 1420 aan de hand van een ankermarkering aangebracht. Het koor werd gerestaureerd en vergroot in 1517. Ten zuiden van het koor staan verschillende oude grafplaten uit de 18e eeuw. Opvallend zijn twee contrasterende voorstellingen van de Christusfiguur: eenmaal met de glimlach, andermaal met een bedroefde gelaatsuitdrukking. De 18e en 19e-eeuwse verbouwingen van het schip werden uitgevoerd met behoud van de laatgotische zuilen daterend uit 1420 in Doornikse kalksteen. De kruisgewelven werden in het begin van de 20ste eeuw vernieuwd en deels gerestaureerd.

### Interieur
De aankleding van het interieur is opvallend met kerkmeubels, beelden en schilderijen in gotische, barokke, rococo en classicistische stijl.
De koorlambrisering is typisch rococo en dateert van de vroege 18e eeuw. Ze bevat beelden van Sint-Jacobus, Sint-Eligius, Sint-Sebastiaan en Sint-Andreas. Het koorgestoelte dateert uit het midden van de 18e eeuw. Het barokke hoofdaltaar dateert uit de 17e eeuw. Het centrale altaarstuk "het laatste avondmaal" van Otto van Veen zelf is te dateren tussen 1600 en 1610. De twee barokke portiekaltaren zijn respectievelijk toegewijd aan Sint-Pieter en O.-L.-Vrouw en dateren van de vroege 17e eeuw. Het doopvont met maskerkoppen is vroeggotisch (ca. 1300) en heeft een voetstuk uit de 16e eeuw. De communiebanken, kerkmeesterbanken (1810) en het doksaal dateren vermoedelijk uit de 19e eeuw en zijn uitgevoerd in rococo-stijl. Ook het preekgestoelte met de evangelisten en christusbuste uit 1730 is het vermelden waard. Alsook de piëta uit de 15e eeuw.

#### De kruisweg van Meunier
Tussen 1865 - 1870 schilderde Constantin Meunier een impressionante kruisweg van 14 staties. De werken op schildersdoek (185 × 160 cm) zijn uitgevoerd in olieverf en werden gesigneerd met 'C. Meunier'.

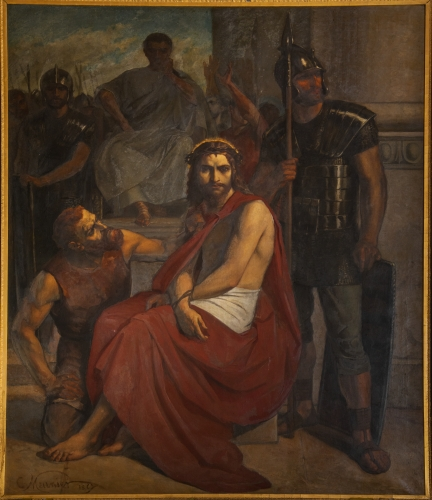
Pilatus toont Jezus aan het volk
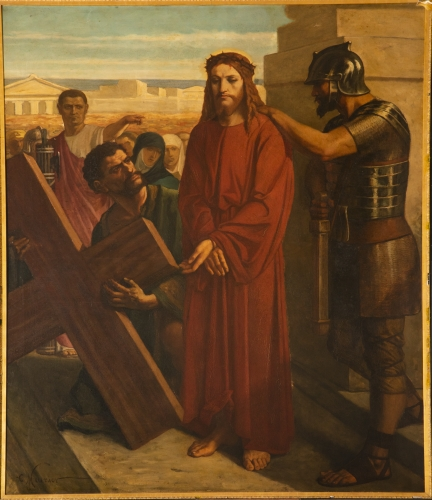
Jezus wordt met het kruis beladen
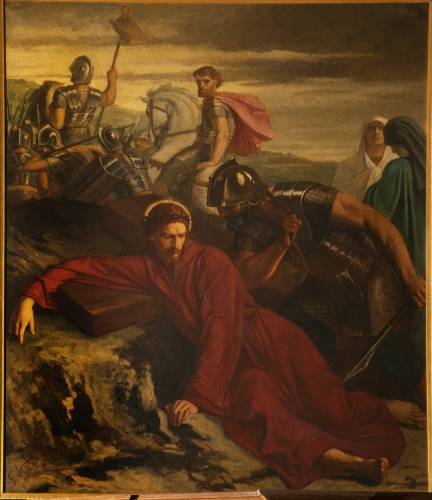
Jezus valt voor de eerste maal
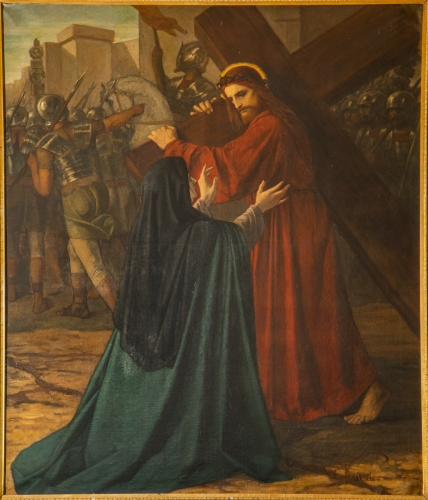
Jezus ontmoet zijn moeder
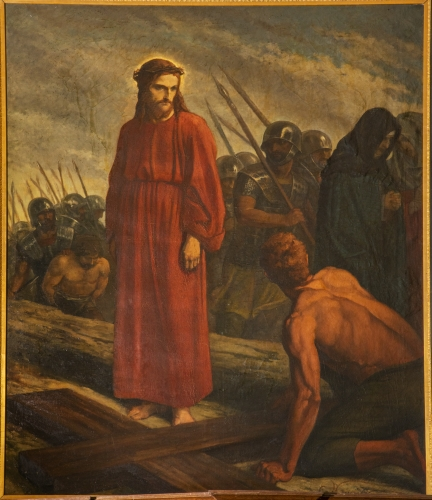
Simon van Cyrene helpt Jezus zijn kruis dragen
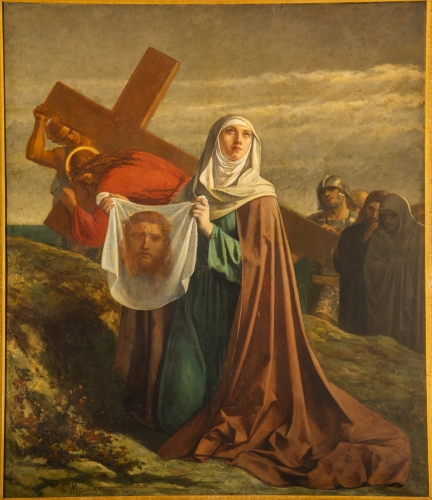
Veronica toont het H. Aanschijn
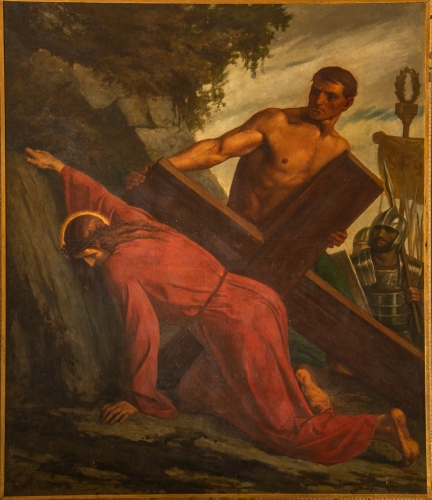
Jezus valt voor de tweede maal
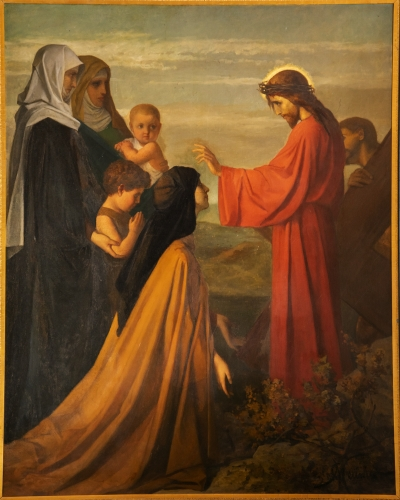
Jezus ontmoet de dochters van Jerusalem
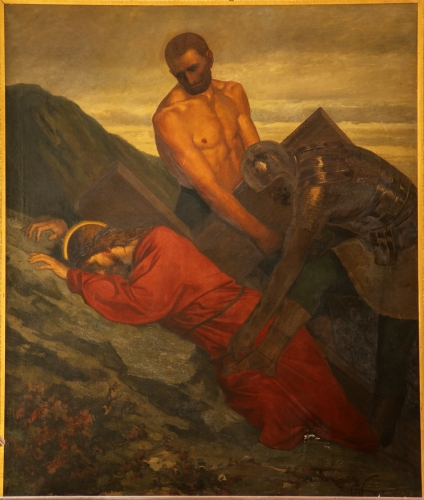
Jezus valt voor de derde maal
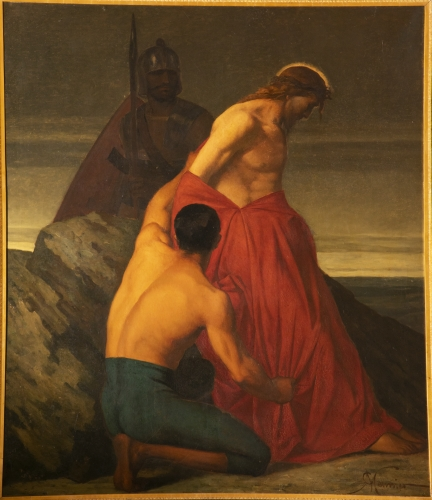
Jezus wordt van zijn klederen beroofd
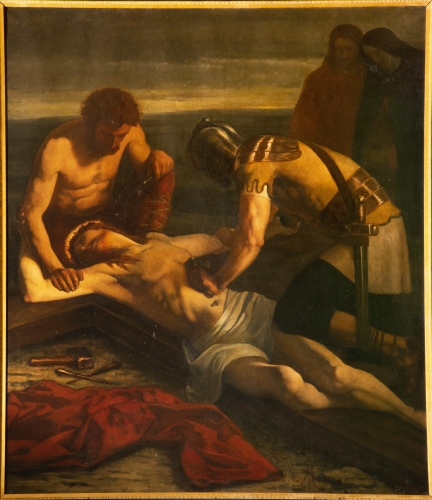
Jezus wordt aan het kruis genageld
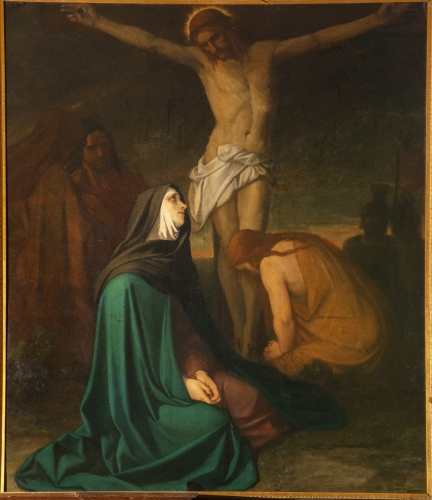
Jezus sterft
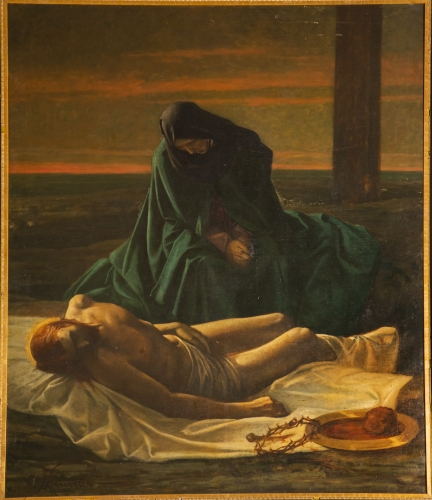
Bewening
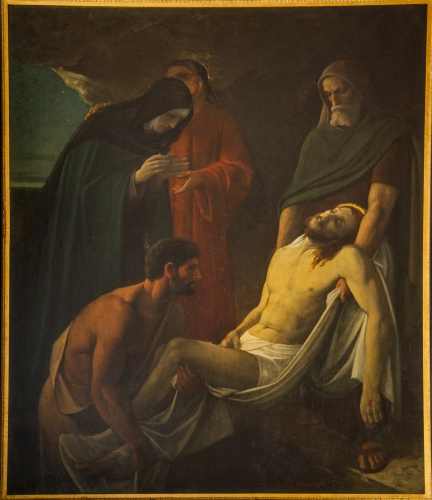
Graflegging

## De Sint-Pieterkerk als erfgoed
De kerk werd voor het eerst in 1949 als waardevol onroerend erfgoed beschermd (K.B. van 22 november 1949). In 1975 (K.B. van 20 oktober 1975) een wettelijk beschermd statuut. Ook de omgeving werd bij K.B. van 4 januari 1980 als beschermd dorpsgezicht gerangschikt.

## Het omliggend kerkhof
Rond de kerk is nog een kerkhof aanwezig. Uniek hier is het 18e-eeuws grafkruis en enkele graftrommels.

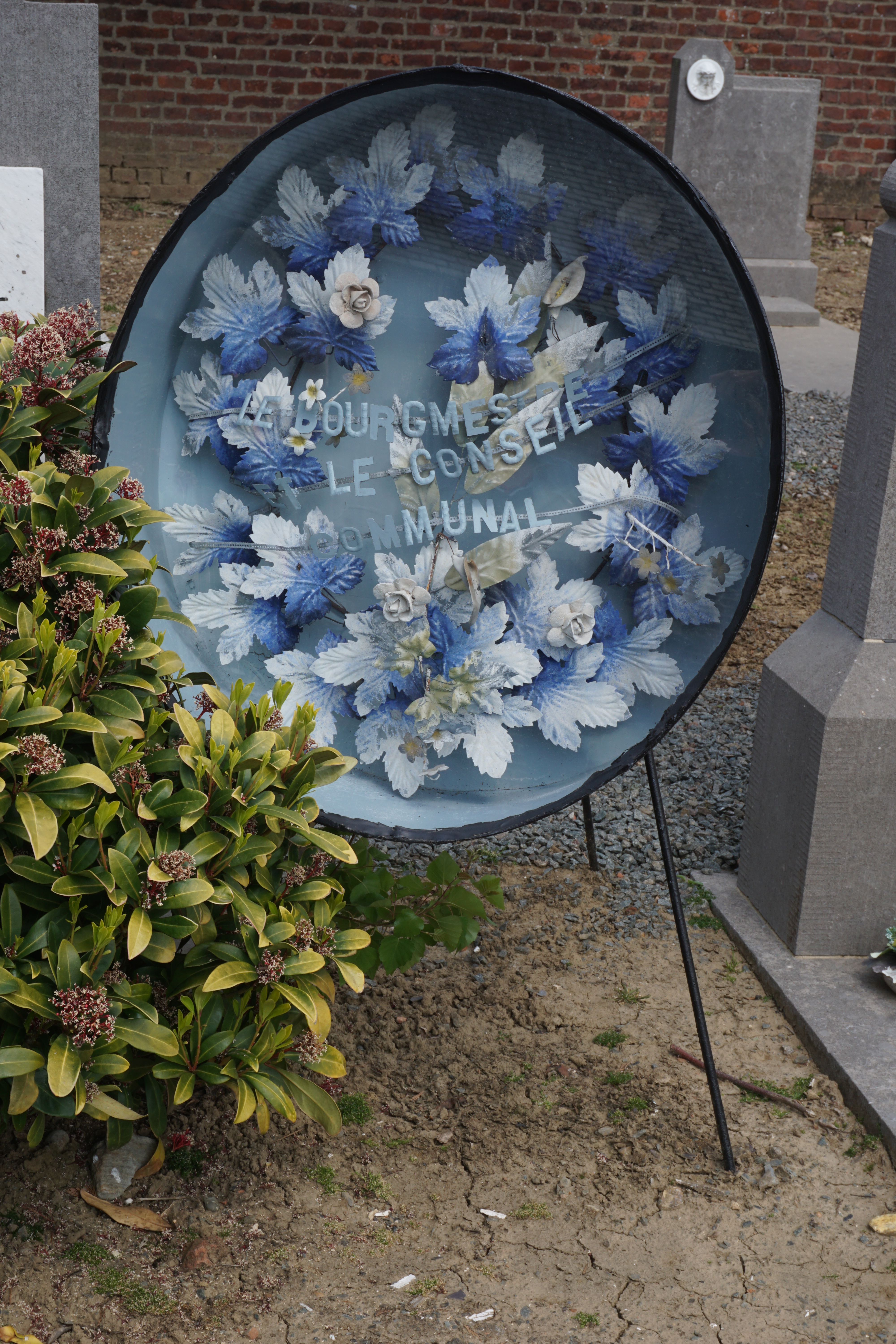
Graftrommel 1
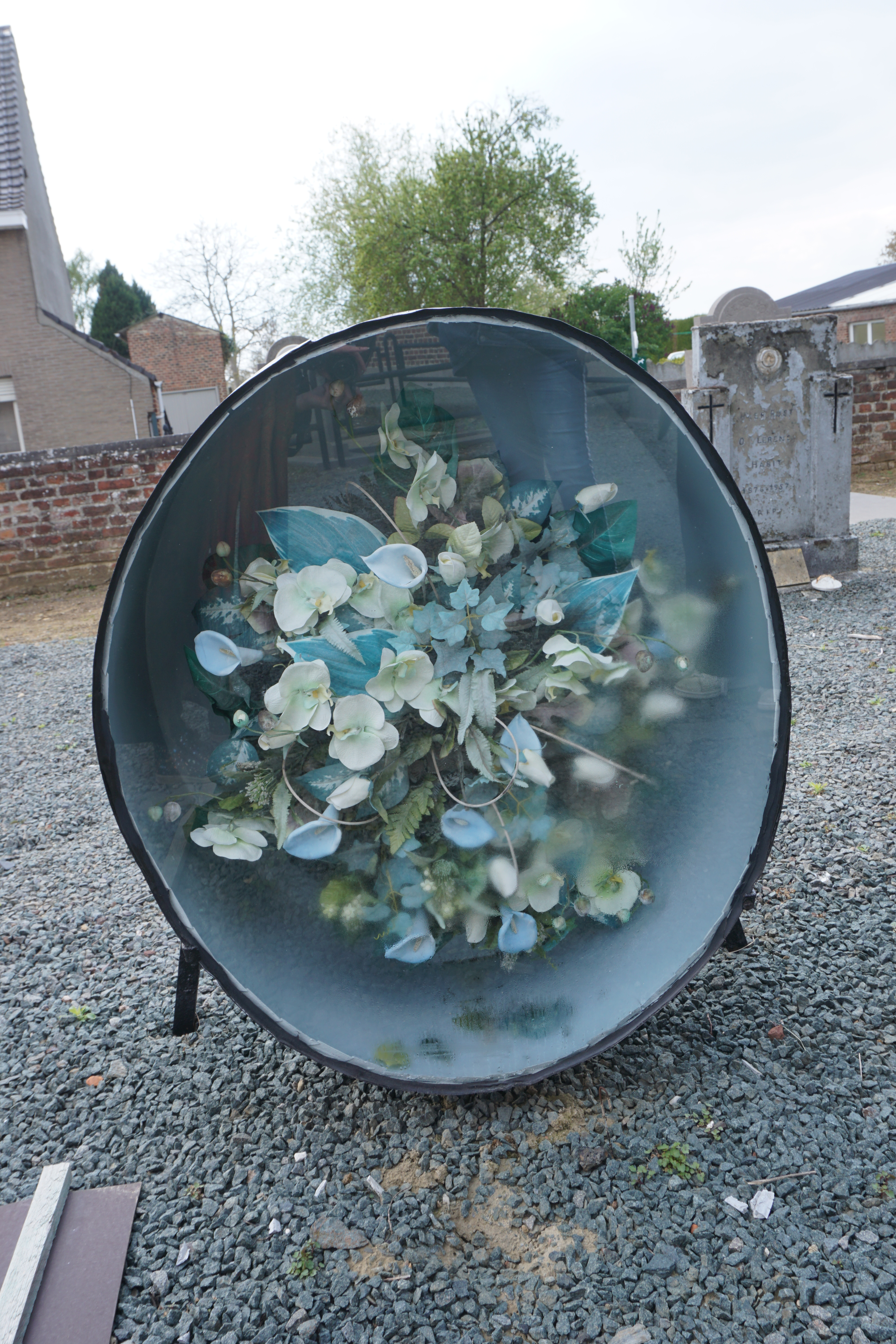
Graftrommel 2
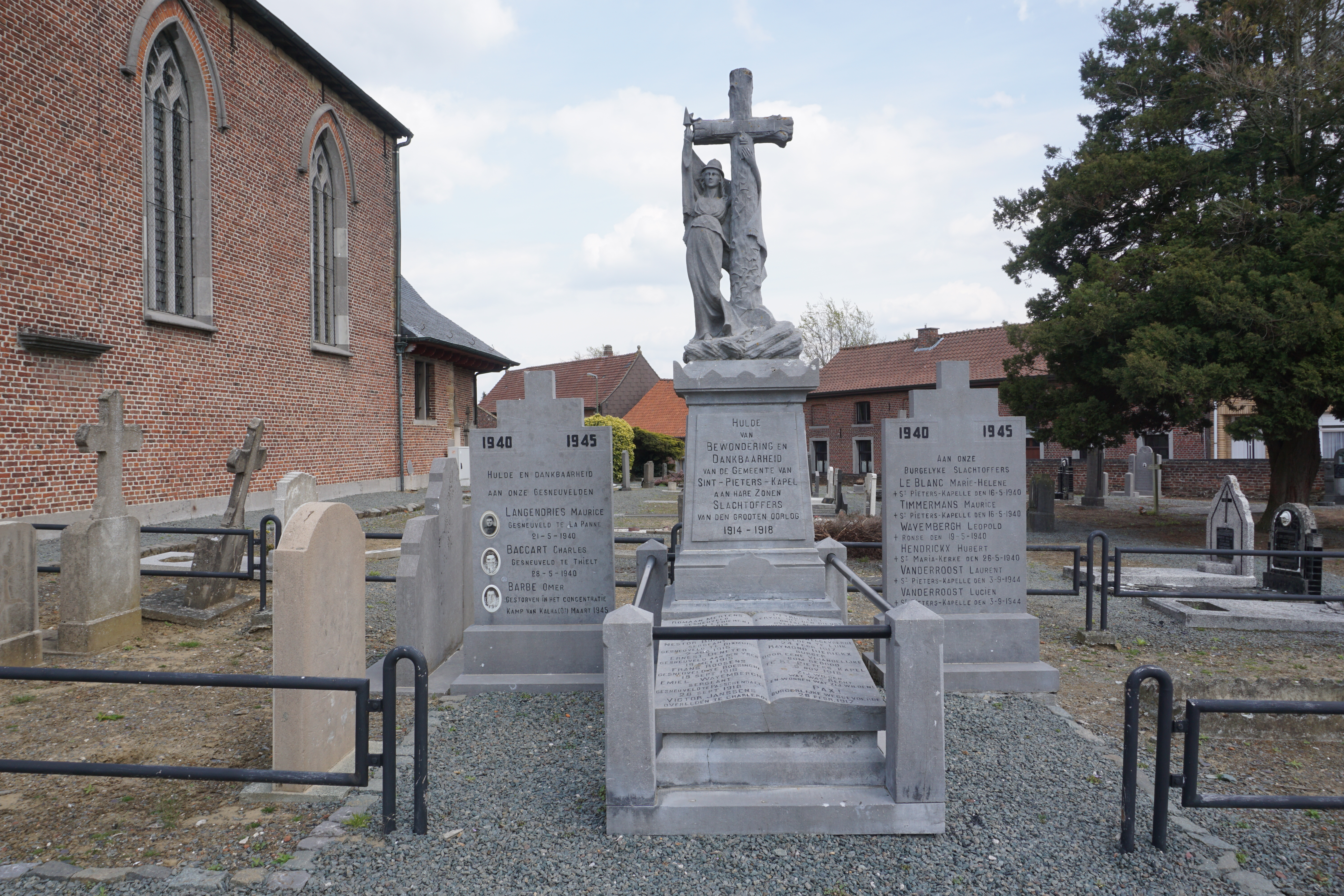
Het oorlogsmonument op het kerkhof